# 麦家
麦家（マイジャー、1964年—）は、中華人民共和国の小説家。代表作に小説『解密』『暗算』『風声』。現職は浙江省作家協会主席。

## 略歴
1964年、浙江省富陽県（現・杭州市富陽区）の農民家庭に生まれた。
1981年、中国人民解放軍工程技術学院で無線電を学んだあと、中国人民解放軍芸術学院に進学。
1997年、成都電視台の電視劇部担当編劇となった。 
2008年8月杭州市に帰り、專業作家の仕事に戻った。同年、長編小説『暗算』は第七回茅盾文学賞を受賞している。

## 作品

### 長篇小説
- 『解密』
- 『暗算』
- 『風声』
- 『風語』
- 『刀尖』

### 中短篇小説
- 『紫密黒密』
- 『地下的天空』
- 『讓蒙面人説話』
- 『充滿愛情和凄楚的故事』
- 『軍事』
- 『天外之音』
- 『黒記』
- 『陳華南筆記本』

### 隨筆
- 『捕風者説』
- 『人生中途』
- 『八大時間』
- 『非虚構的我』

## 映像化作品
- 映画『サイレント・ウォー』、主演トニー・レオン[3]。

## 受賞
2001年、『陳華南筆記本』、新加坡華語文学賞
2003年、『陳華南筆記本』、第五届成都市金芙蓉政府賞、第三届四川省文学賞。
2003年、『解密』、中国小説協会2002年中国長篇小説排行榜第一、第六回国家図書賞。
2004年、『両位富陽姑娘』、中国小説協会2004年中国長篇小説排行榜第一。
2007年、『暗算』、第八回巴金文学賞、第七回成都市人民政府金芙蓉賞。
2008年、『暗算』、第七回茅盾文学賞。
2008年、『風声』、第六回華語文学伝媒大賞年度小説家賞、『人民文学』2007年度最佳長篇小説賞、第十二回巴金文学賞。
2011年、『風語』、2010年度中国書業年度図書賞、2010年度中国図書榜文学賞之十大好書、第三回三个一百原創出版工程賞。
2012年、『刀尖』、2011年度中国図書榜文学類之十大好書。